# 新木富士雄
新木 富士雄（しんき ふじお 1937年2月21日 - ）は、日本の経営者。北陸電力・富山エフエム放送代表取締役会長、北陸経済連合会会長、NPO法人日本防災士機構評議員。福井県出身。

## 略歴
- 1937年 福井県に生まれる
- 1959年3月 金沢大学法文学部法学科卒業
- 1959年4月 北陸電力入社
- 1993年 同社取締役福井支店長兼立地環境本部副本部長
- 1995年 同社常務取締役
- 1997年 同社代表取締役副社長
- 1999年 同社代表取締役社長
- 2005年 同社代表取締役会長、北陸経済連合会会長
- 2011年 富山エフエム放送代表取締役会長